# Ross Hunter
Ross Hunter, właśc. Martin Terry Fuss (ur. 6 maja 1926 w Cleveland, zm. 10 marca 1996 w Los Angeles) – amerykański producent filmowy i telewizyjny oraz aktor. Hunter zasłynął dzięki produkcji komedii, takich jak Telefon towarzyski (1959) oraz melodramatów Wspaniała obsesja (1954) i Zwierciadło życia (1959).

## Kariera
Hunter miał pochodzenie austriacko-żydowskie i niemiecko-żydowskie. Uczęszczał on do Glenville High School, gdzie później nauczał języka angielskiego i sztuk dramatycznych (także w Rawlings High School uczył tych przedmiotów). W trakcie II wojny światowej Hunter pracował w służbie wywiadu wojskowego Stanów Zjednoczonych. Po czasie spędzonym w amerykańskiej armii, wrócił on do pracy na stanowisku nauczyciela sztuk dramatycznych. Po tym jak jego uczniowie przesłali zdjęcie przedstawiające ich nauczyciela do studia filmowego Paramount Pictures, Hunter przeniósł się do Los Angeles. Właściciele Paramount nie zakontraktowali go, później jednak włodarze konkurencyjnego studia, Columbia Pictures, podpisali z nim umowę. W wytwórni Columbia jedna z osób odpowiedzialnych za casting zmieniła jago nazwisko z „Martin Fuss” na „Ross Hunter”.
W latach 40. Hunter zagrał w wielu musicalach klasy B. Kiedy jego kariera aktorska znalazła się w zastoju Hunter wrócił do nauczania w Ben Bard Dramatic School, gdzie oprócz sztuk dramatycznych uczył także logopedii. Hunter nie pracował przy produkcji filmów i zadecydował, że wróci do prowadzenia interesów i skupi się na filmowej produkcji. Pod koniec lat 40. Hunter zapisał się do Motion Picture Center Studio, gdzie szkolił się w produkcji filmowej. W 1951 roku Universal-International zatrudniło go jako przedstawiciela producenta (associate producer) filmu Flame of Araby (1951), w którym wystąpili Jeff Chandler i Maureen O’Hara. Podczas produkcji Hunter zaoszczędził 172 000 USD w filmowym budżecie, co zadowoliło kierownictwo Universalu, które postanowiło podnieść jego wynagrodzenie.
W 1953 roku Universal-International zatrudniło Huntera na stanowisku producenta personelu (staff producer) uznając jego wcześniejsze działania w roli producenta i reżysera. W trakcie swojej kariery Hunter wyprodukował filmy z różnych gatunków, ale największy sukces zawdzięcza beztroskim komediom i musicalom oraz melodramatycznym „wyciskaczom łez”, w których ważnymi punktami były romans i splendor. Pierwszym jego sukcesem był remake z 1954 roku filmu Magnificent Obsession (1935), w którym wystąpili Rock Hudson i Jane Wyman. W 1959 roku Hunter zajął się produkcją przebojowej komedii Telefon towarzyski z Doris Day i Rockiem Hudsonem w obsadzie. W trakcie kariery, Hunter regularnie współpracował z tymi samymi aktorami, m.in. z Doris Day, Rockiem Hudsonem (przyjaźnił się z nim), Debbie Reynolds (Tammy and the Bachelor, 1957), Sandrą Dee, Virginią Grey i Laną Turner. Hunter stał się znany dzięki częstej produkcji remake’ów filmowych przebojów, m.in. Wspaniałej obsesji (1954), Poszukiwaczy złota (1955), My Man Godfrey (1957), Zwierciadła życia (1959), Bocznej ulicy (1961), Madame X (1966).
Mimo że filmy Rossa Huntera były popularne wśród widzów, jego praca była głównie lekceważona przez krytyków. Hunter później powiedział: „Dałem publiczności to czego chcieli: szansę by mogli śnić, by mogli żyć nie swoim życiem, by zobaczyli piękne kobiety, klejnoty, olśniewające ciuchy, melodramat”. W 1970 roku miał on duży przebój kinowy za sprawą filmu Port lotniczy (1970), za który był on nominowany do Oscara za najlepszy film. W 1973 roku Hunter wyprodukował remake (1973) filmu Zagubiony horyzont (1937). Film okazał się komercyjną klapą, którego straty wyniosły 7 mln USD. Był to ostatni pełnometrażowy film fabularny, który Hunter wyprodukował.
W 1974 roku zatrudniony został przez wytwórnię Paramount Pictures, gdzie zaczął produkować dla telewizji. W 1977 roku nominowany był do nagrody Primetime Emmy, w kategorii Outstanding Limited Series, za produkcję (Arthur Hailey’s) The Moneychangers (nominowany był razem z długoletnim partnerem, Jacques’em Mapesem). Ostatnim projektem, który zrealizował był film telewizyjny The Best Place to Be (1979).

## Śmierć
W 1996 roku Hunter zmarł na chorobę nowotworową w szpitalu Century City Hospital w Los Angeles. Pozostawił swojego długoletniego partnera, scenografa Jacques’a Mapesa, który był także jego partnerem w produkcji. Mapes zmarł w 2002 roku. Hunter został pochowany na cmentarzu Westwood Village Memorial Park Cemetery.

## Filmografia

### Aktor
| Rok  | Tytuł                   | Rola                 | Uwagi                                                                        | Źr.    |
| ---- | ----------------------- | -------------------- | ---------------------------------------------------------------------------- | ------ |
| 1944 | Louisiana Hayride       | Gordon Pearson       | reż. Charles Barton                                                          | [ 16 ] |
| 1944 | Ever Since Venus        | Bradley Miller       | tytuł alt. Beauty for Sale; reż. Arthur Dreifuss                             | [ 17 ] |
| 1944 | She’s a Sweetheart      | Paul                 | tytuł alt. Hello, Mom; reż. Del Lord                                         | [ 18 ] |
| 1945 | Hit the Hay             | Ted Barton           | tytuł alt. Hayfoot, Strawfoot; reż. Del Lord                                 | [ 19 ] |
| 1945 | A Guy, a Gal and a Pal  | Jimmy Jones          | tytuł alt. Private Jones Goes to Washington; reż. Budd Boetticher            | [ 20 ] |
| 1945 | Out of the Depths       | Clayton Shepherd     | reż. D. Ross Lederman                                                        | [ 21 ] |
| 1946 | Syn Robin Hooda         | człowiek Robin Hooda | tytuł oryg. The Bandit of Sherwood Forest; reż. George Sherman / Henry Levin | [ 22 ] |
| 1946 | Sweetheart of Sigma Chi | Ted Sloan            | reż. Jack Bernhard                                                           | [ 23 ] |
| 1951 | The Groom Wore Spurs    | Austin Tindale       | tytuł alt. Illegal Bride; reż. Richard Whorf                                 | [ 24 ] |
| 1956 | There’s Always Tomorrow | epizod               | niewymieniony w czołówce; reż. Douglas Sirk                                  | [ 25 ] |

### Reżyser dialogu[c]
| Rok  | Tytuł                     | Uwagi                 | Źr.    |
| ---- | ------------------------- | --------------------- | ------ |
| 1950 | The Jackie Robinson Story | reż. Alfred E. Green  | [ 26 ] |
| 1950 | Woman on the Run          | reż. Norman Foster    | [ 27 ] |
| 1951 | The Sword of Monte Cristo | reż. Maurice Geraghty | [ 28 ] |
| 1951 | When I Grow Up            | reż. Michael Kanin    | [ 29 ] |

### Producent
| Rok  | Tytuł                             | Uwagi                                                                                                 | Źr.    |
| ---- | --------------------------------- | --- | ------ |
| 1952 | Steel Town                        | zastępca producenta (associate producer); reż. George Sherman                                         | [ 30 ] |
| 1952 | Son of Ali Baba                   | zastępca producenta (associate producer); reż. Kurt Neumann                                           | [ 31 ] |
| 1952 | Pojedynek nad Silver Creek        | zastępca producenta (associate producer); tytuł oryg. The Duel at Silver Creek; reż. Don Siegel       | [ 32 ] |
| 1952 | Szkarłatny anioł                  | zastępca producenta (associate producer); tytuł oryg. Scarlet Angel; reż. Sidney Salkow               | [ 33 ] |
| 1952 | Bitwa na przełęczy Apaczów        | zastępca producenta (associate producer); tytuł oryg.: The Battle at Apache Pass; reż. George Sherman | [ 34 ] |
| 1952 | Flame of Araby                    | zastępca producenta (associate producer); reż. Charles Lamont                                         | [ 35 ] |
| 1952 | Untamed Frontier                  | zastępca producenta (associate producer); niewymieniony w czołówce; reż. Hugo Fregonese               | [ 36 ] |
| 1953 | Take Me to Town                   | tytuły alt. Flame of Timberline / Vermilion O’Toole; reż. Douglas Sirk                                | [ 37 ] |
| 1953 | Tumbleweed                        | tytuł alt. Three Were Renegades; reż. Nathan Juran                                                    | [ 38 ] |
| 1953 | Należysz do mnie                  | tytuł oryg. All I Desire, tytuł alt.: Stopover; reż. Douglas Sirk                                     | [ 39 ] |
| 1954 | Wspaniała obsesja                 | tytuł oryg. Magnificent Obsession; reż. Douglas Sirk                                                  | [ 40 ] |
| 1954 | Nagie alibi                       | tytuł oryg. Naked Alibi, tytuł alt. Copper / The Tight Squeeze; reż. Jerry Hopper                     | [ 41 ] |
| 1954 | The Yellow Mountain               | tytuł alt. Nevada Gold; reż. Jesse Hibbs                                                              | [ 42 ] |
| 1954 | Taza, syn Koczisa                 | tytuł oryg. Taza, Son of Cochise, tytuł alt. Son of Cochise; reż. Douglas Sirk                        | [ 43 ] |
| 1955 | Jedyne pragnienie                 | tytuł oryg. One Desire, tytuł alt. Tacey / Tacey Cromwell; reż. Jerry Hopper                          | [ 44 ] |
| 1955 | Kapitan Zapalczywy                | tytuł oryg. Captain Lightfoot; reż. Douglas Sirk                                                      | [ 45 ] |
| 1955 | Wszystko, na co niebo zezwala     | tytuł oryg. All That Heaven Allows; reż. Douglas Sirk                                                 | [ 46 ] |
| 1955 | Poszukiwacze złota                | tytuł oryg. The Spoilers; reż. Jesse Hibbs                                                            | [ 47 ] |
| 1956 | There’s Always Tomorrow           | reż. Douglas Sirk                                                                                     | [ 48 ] |
| 1957 | Battle Hymn                       | tytuł alt. By Faith I Fly; reż. Douglas Sirk                                                          | [ 49 ] |
| 1957 | My Man Godfrey                    | tytuł alt. Her Man Godfrey; reż. Henry Koster                                                         | [ 50 ] |
| 1957 | Tammy and the Bachelor            | reż. Joseph Pevney                                                                                    | [ 51 ] |
| 1957 | Interludium                       | tytuł oryg. Interlude, tytuł alt. A Forbidden Interlude / In a Forbidden Interlude; reż. Douglas Sirk | [ 52 ] |
| 1958 | The Restless Years                | tytuł alt. Bandstand / Teach Me How to Cry / The Wonderful Years; reż. Helmut Käutner                 | [ 53 ] |
| 1958 | This Happy Feeling                | tytuł alt. For Love or Money; reż. Blake Edwards                                                      | [ 54 ] |
| 1959 | Zwierciadło życia                 | tytuł oryg. Imitation of Life, reż. Douglas Sirk                                                      | [ 55 ] |
| 1959 | Obcy w moich ramionach            | tytuł oryg. A Stranger in My Arms, tytuł alt. And Ride a Tiger; reż. Helmut Käutner                   | [ 56 ] |
| 1959 | Telefon towarzyski                | tytuł oryg. Pillow Talk, tytuł alt. Any Way the Wind Blows; reż. Michael Gordon                       | [ 57 ] |
| 1960 | Portret w czerni                  | tytuł oryg. Portrait in Black, reż. Michael Gordon                                                    | [ 58 ] |
| 1960 | Mroczne koronki                   | tytuł oryg. Midnight Lace, tytuł alt. Matilda Shouted Fire; reż. David Miller                         | [ 59 ] |
| 1961 | Tammy Tell Me True                | reż. Harry Keller                                                                                     | [ 60 ] |
| 1961 | Flower Drum Song                  | reż. Henry Koster                                                                                     | [ 61 ] |
| 1961 | Boczna ulica                      | tytuł oryg. Back Street; reż. David Miller                                                            | [ 62 ] |
| 1962 | If a Man Answers                  | reż. Henry Levin                                                                                      | [ 63 ] |
| 1963 | Tammy and the Doctor              | reż. Harry Keller                                                                                     | [ 64 ] |
| 1963 | A to historia                     | tytuł oryg. The Thrill of It All, reż. Norman Jewison                                                 | [ 65 ] |
| 1964 | I’d Rather Be Rich                | reż. Jack Smight                                                                                      | [ 66 ] |
| 1964 | The Chalk Garden                  | reż. Ronald Neame                                                                                     | [ 67 ] |
| 1965 | Sztuka miłości                    | tytuł oryg. The Art of Love, reż. Norman Jewison                                                      | [ 68 ] |
| 1966 | Madame X                          | reż. David Lowell Rich                                                                                | [ 69 ] |
| 1966 | The Pad and How to Use It         | reż. Brian G. Hutton                                                                                  | [ 70 ] |
| 1967 | Rosie!                            | pełnomocnik producenta (executive producer); reż. David Lowell Rich                                   | [ 71 ] |
| 1967 | Na wskroś nowoczesna Millie       | tytuł oryg. Thoroughly Modern Millie, reż. George Roy Hill                                            | [ 72 ] |
| 1970 | Port lotniczy                     | tytuł oryg. Airport, reż. George Seaton                                                               | [ 73 ] |
| 1973 | Zagubiony horyzont                | tytuł oryg. Lost Horizon, reż. Charles Jarrott                                                        | [ 74 ] |
| 1975 | The Lives of Jenny Dolan          | pełnomocnik producenta (executive producer); film telewizyjny; reż. Jerry Jameson                     | [ 75 ] |
| 1976 | Arthur Hailey’s the Moneychangers | miniserial; tytuł alt. The Moneychangers; reż. Boris Sagal                                            | [ 76 ] |
| 1978 | Suddenly, Love                    | film telewizyjny; reż. Stuart Margolin                                                                | [ 77 ] |
| 1978 | Na zakręcie                       | film telewizyjny; tytuł oryg. A Family Upside Down, reż. David Lowell Rich                            | [ 78 ] |
| 1979 | The Best Place to Be              | film telewizyjny; reż. David Miller                                                                   | [ 14 ] |